# Kostel Saint-Jean-en-Grève
Kostel Saint-Jean-en-Grève (doslovně svatého Jana na písčitém břehu) je zaniklý farní kostel v Paříži zasvěcený svatému Janu Křtiteli, který se nacházel na pravém břehu řeky Seiny v dnešním 4. obvodu.

## Historie
Kostel byl původně křestní kaplí kostela Saint-Gervais-Saint-Protais a její vznik se datuje do 11. století. V roce 1212 byla povýšena na farní kostel, protože po výstavbě městských hradeb Filipem II. Augustem došlo ke zvýšení počtu obyvatel farnosti.
S kostelem je spojena pověst z roku 1290, podle které žid jménem Jonathan, získal hostii od ženy ze zdejší farnosti, která mu dlužila peníze. Doma probodl hostii nožem a ona začala krvácet. Poté ji hodil do vařící vody. Za svůj zločin byl upálen.
V roce 1326 bylo kvůli rozšíření kostela strženo několik okolních domů. Kostel byl uzavřen za Velké francouzské revoluce v roce 1790 a roku 1800 byl prodán a zbořen. Jižní část dnešní ulice Rue de Lobau zabírá zhruba východní polovinu bývalého kostela a pařížská radnice druhou polovinu.
Název kostela je odvozen, stejně jako náměstí Place de Grève podle nedalekého písčitého břehu, kde byl říční přístav. Z tohoto kostela pocházely nejstarší pařížské matriky z roku 1515 před jejich zničením během Pařížské komuny v roce 1871.